# Trapezi (pel·lícula)
Trapezi (títol original en anglès: Trapeze) és una pel·lícula estatunidenca dirigida per Carol Reed, estrenada el 1956. Ha estat doblada al català.

## Argument[2]
A París, Mike Ribble, trapezista del Circ d'hivern de Paris Bouglione, és un dels pocs trapezistes que ha aconseguit fer el triple salt mortal, però ha interromput la seva carrera després d'un accident i es veu obligat a treballar com a tramoista en el circ. Només capaç de realitzar un triple salt, accepta formar el jove Tino Orsini. Però tots dos estan enamorats de la mateixa dona, Lola, que només de té l'objectiu de triomfar en el circ servint-se de la seva bellesa.

## Repartiment
- Burt Lancaster: Mike Ribble
- Tony Curtis: Tino Orsini
- Gina Lollobrigida: Lola
- Katy Jurado: Rosa
- Thomas Gomez: Bouglione
- Johnny Puleo: Max (el nan)
- Minor Watson: John Ringling North
- Gérard Landry: Chikki
- Jean-Pierre Kérien: Otto
- Sid James: L'encantador de serps
- Gamil Ratib: Stefan
- Pierre Tabard: Paul
- Sampion Bouglione: ell mateix
- Gabrielle Fontan: la vella
- Guy Provost: un periodista
- Achille Zavatta: ell mateix

## Premis i nominacions

### Premis
- Festival de Berlin (1956):
  - Os de bronze, Premi del públic a Carol Reed
  - Os de Plata a la millor interpretació masculina per Burt Lancaster[3]

### Nominacions
- 1957: Directors Guild of America a la millor direcció per Carol Reed

## Al voltant de la pel·lícula
- Burt Lancaster havia estat acròbata de circ abans de ser actor, i executa ell mateix la majoria dels números de trapezi. El conseller Edward Ward va vacil·lar en principi que l'actor rodés les escenes perilloses i el va doblar durant les primeres setmanes, però Lancaster va explicar al director Carol Reed que sabia com executar el número final i va ser doncs ell qui es veu en les últimes escenes.
- Fay Alexander és el doble de Tony Curtis en els seus números aeris. Però una de les figures inèdites i perilloses que es veuen a la pel·lícula ha estat dirigida pel trapezista francès Jean Palacy (1930 -2010). Segons el testimoniatge d'aquest, mai no va sortir als crèdits ni li van abonar un cèntim per a la seva actuació.